# Acide 2-iodobenzoïque
L'acide 2-iodobenzoïque ou acide orthoiodobenzoïque est un composé aromatique halogéné de formule brute C7H5IO2. C'est l'un des trois isomères de l'acide iodobenzoïque, celui où le groupe carboxyle et l'atome d'iode substitués sur le cycle benzénique sont en position ortho.

## Synthèse
L'acide 2-iodobenzoïque peut être préparé par la réaction de Sandmeyer à partir de l'acide anthranilique (acide 2-amino benzoïque). Dans un premier temps, l'acide anthranilique est traité par l'acide nitreux pour convertir le groupe amine en groupe diazo. Ce dernier est par la suite éjecté, laissant un carbocation attaqué par l'anion iodure (I−), un puissant nucléophile.
L'acide nitreux est en général produit in situ à partir du nitrite de sodium.

## Utilisation
L'acide 2-iodobenzoïque  est principalement utilisé comme précurseur dans la préparation de l'acide 2-iodoxybenzoïque (IBX) et du periodinane de Dess-Martin, deux oxydants doux.